# Air Education and Training Command
Lo Air Education and Training Command (AETC) è un Major Command (MAJCOM) della United States Air Force, responsabile dei suoi programmi di istruzione ed addestramento. Il suo quartier generale è situato presso la Randolph Air Force Base, in Texas.

## Air Force Recruiting Service
Il lavoro dell'AETC inizia concretamente con lo Air Force Recruiting Service (AFRS), un'attività AETC che ha la sua sede principale sempre nella citata base texana di Randolph. L'AFRS si articola su tre gruppi regionali e 24 squadroni con più di 1 400 reclutatori tra ufficiali e militari di truppa dislocati tra Stati Uniti, Inghilterra, Germania, Giappone, Porto Rico e Guam. Dei reclutatori in più di mille uffici sparsi nel mondo selezionano ragazzi e ragazze — sia per i ranghi di truppa sia per quelli degli ufficiali — in modo da coprire le esigenze organiche dell'USAF.
Il reclutamento degli ufficiali è riservato ai diplomati di corsi quadriennali (scuola superiore/università) attraverso la Air Force Officer Training School (OTS). I soggetti che aspirano a diventare ufficiali USAF e si accostano al servizio attraverso la U.S. Air Force Academy (USAFA) e lo Air Force Reserve Officer Training Corps (AFROTC) non sono reclutati dall'AFRS ma invece accedono attraverso le attività di reclutamento ed assunzione di USAFA e AFROTC, rispettivamente.

## Addestramento militare di base ed addestramento tecnico
La Second Air Force (2 AF), con comando principale presso Keesler AFB (Mississippi) ha il compito di svolgere l'addestramento militare di base (Basic Military Training, abbreviato in BMT) e l'addestramento tecnico per tutti i membri di truppa dell'aviazione, e l'addestramento tecnico per gli ufficiali di lancio non appartenenti ai ruoli di volo e per gli ufficiali di supporto. La prima tappa per tutto il personale di truppa dell'aviazione regolare, dell'Air National Guard e dell'Air Force Reserve Command è l'addestramento militare di base presso Lackland AFB (Texas). Ogni anno più di 36 000 neo-avieri completano questo programma, la cui durata è stata recentemente allungata ad otto settimane e mezza.

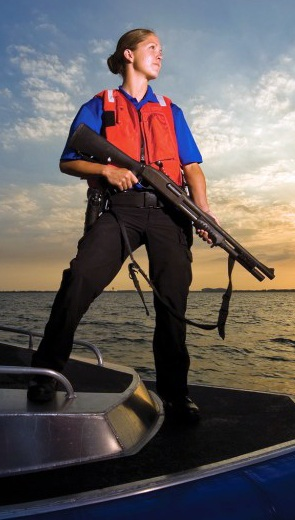
Un aviere donna della Security Forces Marine Patrol sorveglia la MacDill Air Force Base.

Dopo aver completato il BMT, gli avieri iniziano l'addestramento tecnico nei settori specifici della loro attività, principalmente in cinque strutture: Goodfellow AFB, Lackland AFB, e Sheppard AFB nel Texas; Keesler AFB (Mississippi); e Vandenberg AFB (California). Vi sono anche delle scuole interforze, come il Defense Language Institute a Monterey (California) e la U.S. Army CCBRN School di Fort Leonard Wood (Missouri), che vengono frequentate da avieri di truppa selezionati. Un istituto di addestramento tecnico recentemente costituito a Fort Sam Houston (Texas) eroga inoltre formazione per diversi profili professionali di ambito medico. 
Ogni base si occupa di uno specifico segmento di addestramento tecnico formale necessario agli avieri per adempiere la missione dell'aeronautica. Gli istruttori impartiscono addestramento tecnico in specialità come manutenzione di aerei, principii di elettronica, trasporto aereo, ingegneria civile, servizi medici, sistemi informatici, forze di sicurezza, controllo del traffico aereo, personale, intelligence, antincendio, previsioni meteorologiche ed operazioni spaziali e missilistiche.
Gli ufficiali non sottoposti all'addestramento al volo come potenziali piloti, addetti a sistemi di combattimento o gestori di battaglia aerea seguono corsi di addestramento tecnico per le relative materie professionali negli stessi luoghi.
La 2 AF svolge anche addestramento specializzato per i cani impiegati nel servizio militare ed i relativi conduttori presso Lackland AFB (Texas) per tutto il  Department of Defense e per la Federal Aviation Administration. Ancora, la Inter-American Air Forces Academy sempre a Lackland AFB ospita più di 160 corsi in specialità aeronautiche, tenuti in lingua spagnola, per studenti provenienti da 19 paesi dell'emisfero occidentale.

### Addestramento nei valori fondamentali
Nel 1995, la  allora Secretary of the Air Force Sheila E. Widnall e l'allora Air Force Chief of Staff generale Ronald R. Fogleman approvarono i seguenti valori fondamentali per la United States Air Force:
- Integrità in primo luogo.
- Servizio prima di sé.
- Eccellenza in tutto ciò che facciamo.

Lo Air Education and Training Command, assieme alla USAF Academy, hanno il compito di instillare questi principi in ogni branca dell'Air Force.

## Addestramento al volo
Quando l'AETC fu costituito nel 1993, venne anche creata la Nineteenth Air Force (19 AF) come una forza aerea numerata abbinata alla 2AF in seno all'AETC. Mentre la 2 AF era orientata all'addestramento tecnico svolto a terra, la vocazione della 19 AF consisteva nell'addestramento al volo di tutti gli allievi e in quelle unità di addestramento formale (FTU) che le furono subordinate dal 1993 al 2012. Il 12 luglio 2012 la 19 AF fu disattivata per ragioni di bilancio alla ricerca di soluzioni più efficienti. Nel 2014, tali auspicati obiettivi non erano stati concretamente conseguiti, e il comandante dell'AETC, generale Robin Rand, diresse la ricostituzione della 19 AF con decorrenza 1 ottobre 2014 per la supervisione di tutte le operazioni di addestramento al volo di competenza dell'AETC.

### Addestramento dei piloti
I candidati piloti dell'aviazione iniziano la loro carriera di volo con l'Initial Flight Screening (IFS, corso preliminare di addestramento al volo) presso il Pueblo Memorial Airport (Colorado). Nell'IFS, istruttori civili ingaggiati dall'AETC ed il 306th Flying Training Group (306 FTG) del comando erogano fino a 25 ore di istruzione in volo agli ufficiali allievi-pilota provenienti da U.S. Air Force Academy, Air Force ROTC e Air Force OTS.
Dopo aver completato con profitto l'IFS, gli allievi piloti frequentano uno dei seguenti corsi:
- Joint Specialized Undergraduate Pilot Training (JSUPT)
- Euro-NATO Joint Jet Pilot Training (ENJJPT)
- Undergraduate Helicopter Pilot Training (UHT)

#### Addestramento primario - JSUPT
Gli studenti JSUPT compiono l'addestramento primario su velivolo T-6A Texan II presso una delle tre basi aeree:
- Columbus AFB (Mississippi)
- Laughlin AFB (Texas)
- Vance AFB (Oklahoma)

Tra il 1994 e il 2013, gli studenti USAF impegnati nel JSUPT praticavano l'addestramento primario anche su T-34C Turbomentor e poi T-6B Texan II con il Training Air Wing FIVE presso la Naval Air Station Whiting Field (Florida) fruendo di una combinazione di istruttori di volo USN, USAF, USMC e USCG. Questo programma è terminato il 25 luglio 2013 con la promozione dell'ultimo allievo pilota USAF uscito dall'addestramento primario presso la NAS Whiting Field.

#### Addestramento primario - ENJJPT
Gli studenti ENJJPT compiono l'addestramento primario su velivolo T-6A Texan II presso:
- Sheppard AFB (Texas)

L'intero corso ENJJPT dura circa 54 settimane e gli insegnanti sono ufficiali USAF e di varie aeronautiche europee. Durante la fase primaria, gli studenti diventano esperti di volo a contatto, strumentale, a bassa quota e in formazione.

#### Addestramento avanzato - caccia/bombardieri (ENJJPT + JSUPT)
Dopo la fase primaria di JSUPT e ENJJPT, gli allievi piloti scelgono uno dei due corsi avanzati a seconda del loro piazzamento nei corsi. Quelli che sono qualificati per l'impiego con i caccia/bombardieri vengono avviati al percorso caccia/bombardieri e si addestrano su T-38 Talon presso le basi JSUPT e ENJJPT. Completato il percorso per caccia/bombardieri, gli ufficiali idonei saranno assegnati a velivoli A-10, F-15 Eagle, F-15E Strike Eagle, F-16, F-22 e F-35, B-1, B-2 o B-52.
NOTA: L'U-2 non è una possibile destinazione di impiego per i neo-promossi del percorso caccia/bombardieri. I potenziali piloti di U-2 devono aver fatto esperienza con un altro apparecchio da caccia, bombardamento, ricognizione o trasporto prima di proporsi come pilota di U-2. Anche gli ufficiali che ottengono la qualifica di First Assignment Instructor Pilot (FAIP, "Istruttore pilota di prima nomina") possono chiedere di pilotare l'U-2 dopo avere svolto la loro FAIP. 

#### Addestramento avanzato - trasporto/rifornitori (solo JSUPT)

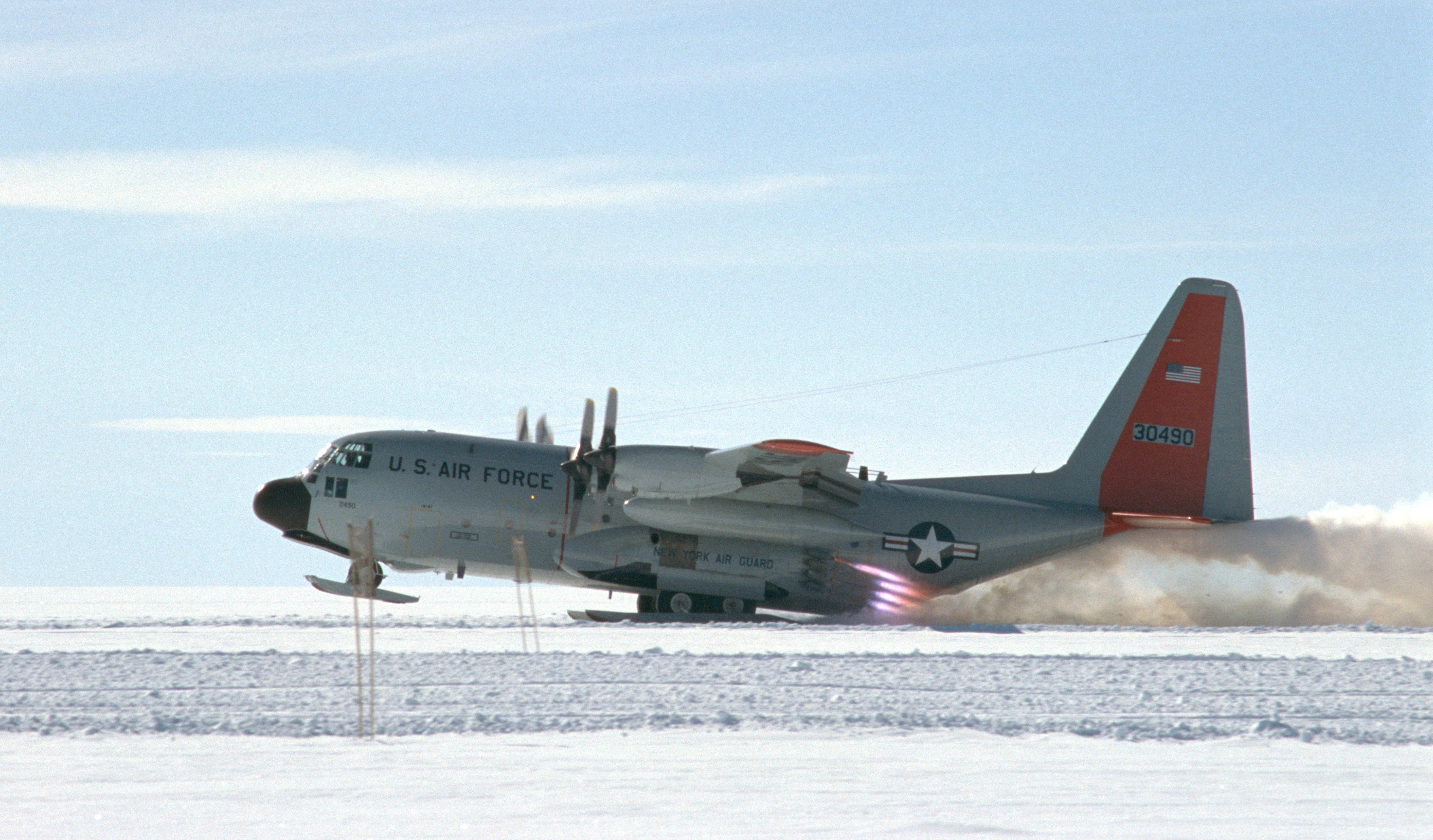
Un LC-130 decolla, assistito da speciali motori a razzo, da una superficie ghiacciata.

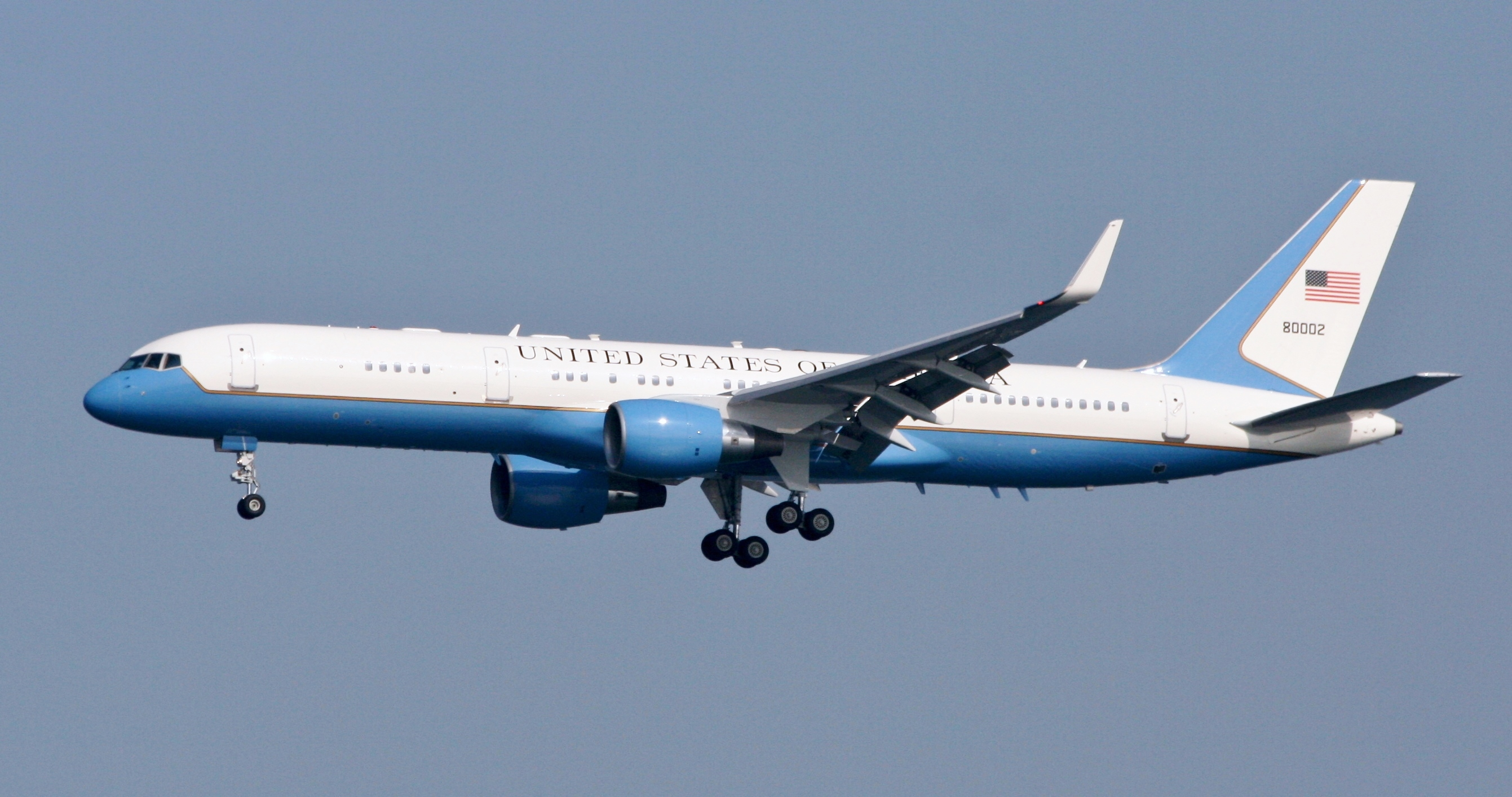
Un C-32 (variante militare del Boeing 757-2G4 impiegata per il trasporto di personalità di spicco) in fase di atterraggio.

I potenziali piloti da trasporto, rifornimento, ricognizione "con ala grande" e per missioni speciali sono avviati al percorso trasporto/rifornitori e si addestrano su T-1A Jayhawk solo presso basi JSUPT. Ricevuto questo ulteriore addestramento, gli idonei voleranno ai comandi di C-5, C-17, C-130, AC-130, EC-130, HC-130, LC-130, MC-130, WC-130, KC-135, KC-10, E-3, E-8, RC-135 e OC-135.
Prima di metà 2012, alcuni allievi piloti scelti per il percorso trasporto/rifornitori con particolare specializzazione sul C-130 Hercules o sue varianti (operazioni speciali, guerra elettronica, soccorso/recupero di combattenti, ricognizione meteo, ecc.) venivano avviati ad un percorso multi-motore turboelica su T-44 Pegasus e/o TC-12B Huron presso NAS Corpus Christi (Texas) in virtù di una sinergia tra AETC e il Naval Air Training Command / Chief of Naval Air Training (CNATRA). Questi studenti venivano preparati da una combinazione di istruttori di volo provenienti da USN, USAF, USMC e USCG inquadrati nel Training Air Wing FOUR di NAS Corpus Christi. Questo programma è cessato nel 2012 e tutti gli allievi pilota USAF programmati per il C-130 e varianti ora si addestrano con il T-1A in una delle basi JSUPT.
NOTA: Gli aerei in dotazione allo E-4B National Air Operations Center (NAOC) del 55th Wing ed ogni aereo della Special Air Mission (SAM) gestito dallo 89th Airlift Wing (89 AW), ad esempio VC-25/Air Force One, C-32, C-40, ecc. non sono una possibile destinazione di impiego per i neo-promossi del percorso trasporto/rifornitori. I potenziali piloti di E-4 e VC-25/C-32/C-40 devono aver fatto esperienza con un aereo da trasporto, aerocisterna, o altro velivolo da intelligence, sorveglianza e ricognizione (ISR) prima di candidarsi per l'E-4 o qualsiasi altro apparecchio in uso alla SAM.

#### Addestramento primario ed avanzato - UHT
Gli allievi pilota destinati a condurre elicotteri o convertiplani vengono direttamente assegnati al percorso elicotteri, saltando la fase primaria presso JSUPT e ENJJPT con il T-6A. Questi studenti inizialmente fanno pratica con il TH-1 Huey presso Fort Rucker (Alabama) inquadrati nel 23d Flying Training Squadron dell'AETC. I candidati che risultano idonei dopo questa fase piloteranno UH-1N Twin Huey, HH-60G Pave Hawk o CV-22 Osprey.

### Addestramento per navigatori

#### Undergraduate Combat Systems Officer Training - UCSOT
Noto in precedenza come Navigator, l'iter addestrativo per Combat Systems Officer (navigatori) ha vissuto significativi cambiamenti da quando è stato creato l'AETC. Quando l'AETC fu attivato in origine per sostituire l'Air Training Command (ATC), ereditò la missione dell'ATC in concomitanza alla chiusura (in ossequio alla ristrutturazione denominata Base Realignment and Closure (BRAC)) di Mather Air Force Base (California) e della disattivazione del 323d Flying Training Wing, il solo stormo Undergraduate Navigator Training (UNT) dell'USAF, che forniva anche addestramento avanzato per gli allievi Naval Flight Officer della US Navy (USN) destinati ad aerei della  marina militare con base a terra sotto la duplice denominazione Interservice Undergraduate Navigator Training (IUNT).  

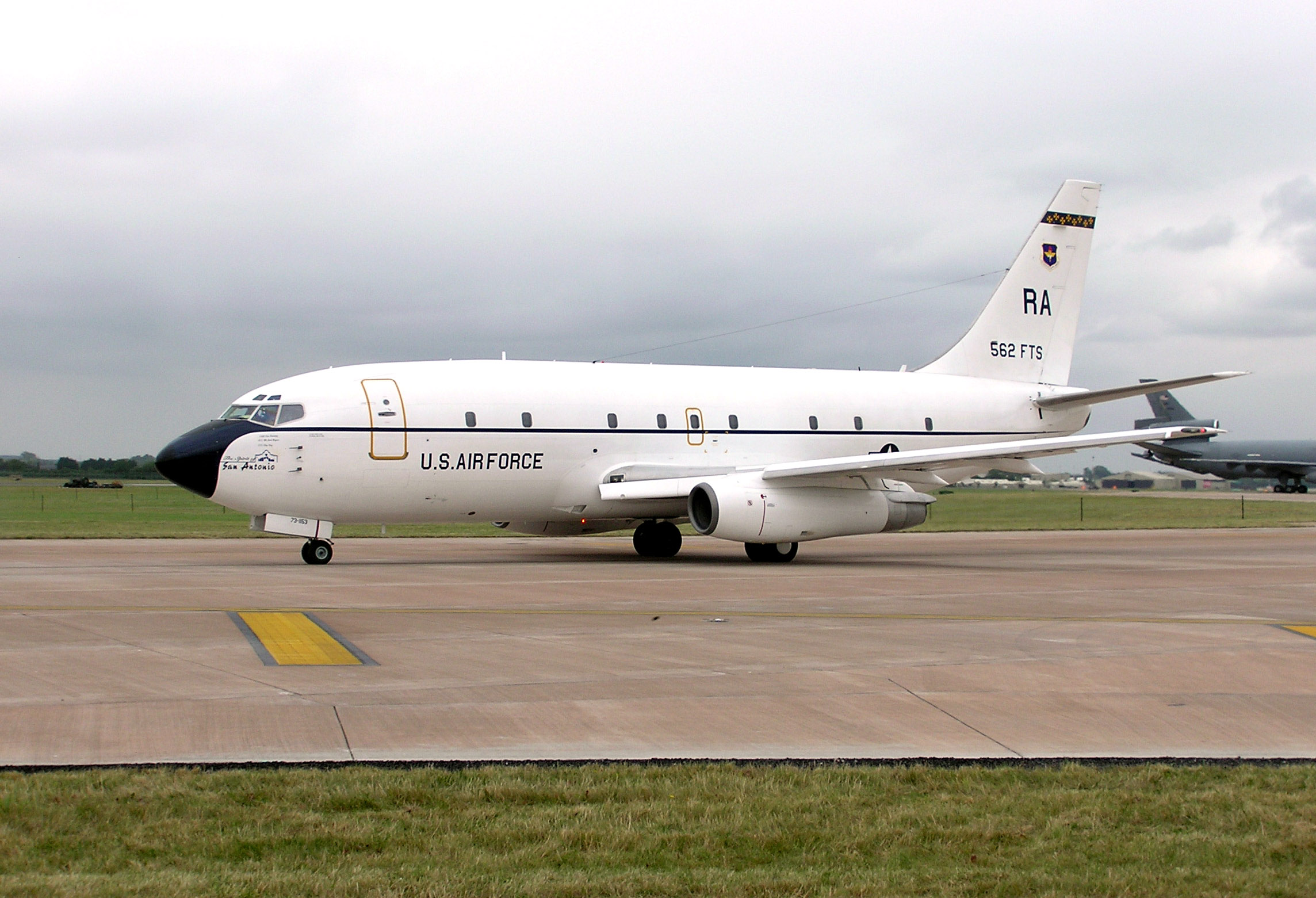
Un T-43A del 562d Flight Training Squadron rulla nella base RAF Fairford (Inghilterra).

Nell'ambito di questa transizione, l'AETC scelse di integrare un doppio percorso in cui la maggior parte degli ufficiali allievi USAF, USN con base a terra, e NATO/alleati sarebbero passati al 12th Flying Training Wing (12 FTW) nella Randolph AFB (Texas) utilizzando il simulatore di navigazione T45 e volando con il T-43 Bobcat (entrambi  trasferiti da Mather AFB) e con l'aggiunta del  T-1 Jayhawk per gli studenti USAF. I programmi trasferiti furono rinominati  Specialized Undergraduate Navigator Training (SUNT) per studenti USAF e per quelli NATO/alleati con patrocinio USAF, e Joint Specialized Undergraduate Navigator Training (JSUNT) per studenti USN e per quelli NATO/alleati con patrocinio USN. Gli allievi USAF che si perfezionavano al SUNT erano poi assegnati a velivoli B-52, C-130, AC-130, EC-130, HC-130, LC-130, MC-130, WC-130, KC-135, E-3, E-8, RC-135 e OC-135.

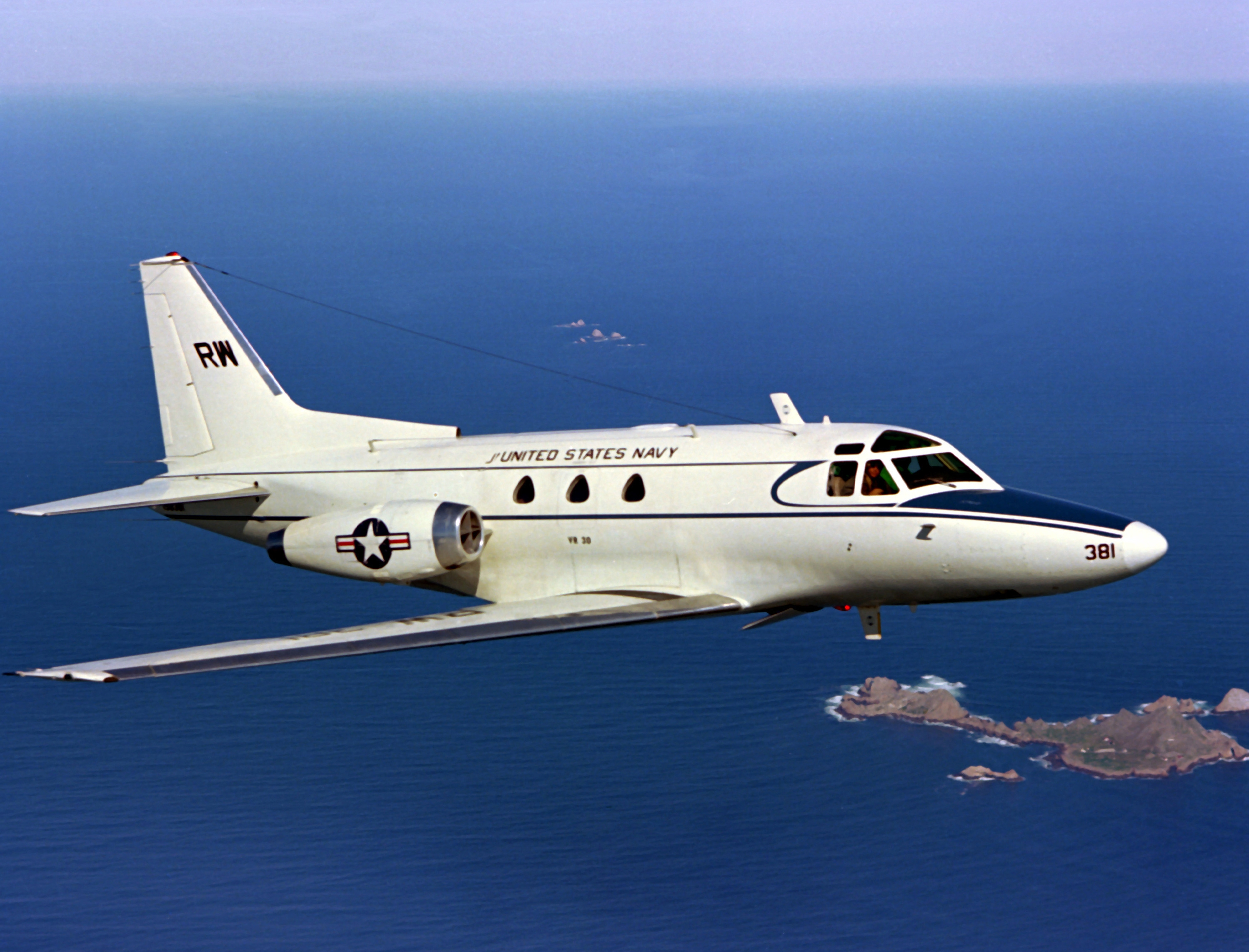
Un T-39 Sabreliner della US Navy in volo

Al contempo, un'aliquota preselezionata di allievi navigatori USAF destinati per tale ruolo su F-15E Strike Eagle, the B-1 Lancer, e, con il ritiro del EF-111 Raven, come specialisti di guerra elettronica per popolare gli equipaggi USAF negli squadroni congiunti su EA-6B Prowler, avrebbe completato un programma di addestramento al volo organizzato in collaborazione tra la 19 AF e il Naval Air Training Command / Chief of Naval Air Training (CNATRA) con il Training Air Wing SIX presso  Naval Air Station Pensacola (Florida). In quest'ultimo programma, i potenziali WSO (navigatori) ed EWO) dell'USAF avrebbero seguito essenzialmente lo stesso addestramento degli allievi Naval Flight Officer di USN e USMC destinati ai caccia tattici, aerei da attacco ed ECM, utilizzando il T-34C Turbomentor nell'addestramento primario fino alla sua sostituzione con il T-6 Texan II, il T-1 Jayhawk USAF nelle operazioni distaccare presso il NAS Pensacola, e il T-39 Sabreliner di USN/USMC nell'addestramento intermedio ed avanzato sotto la guida di istruttori USN, USAF e USMC. 

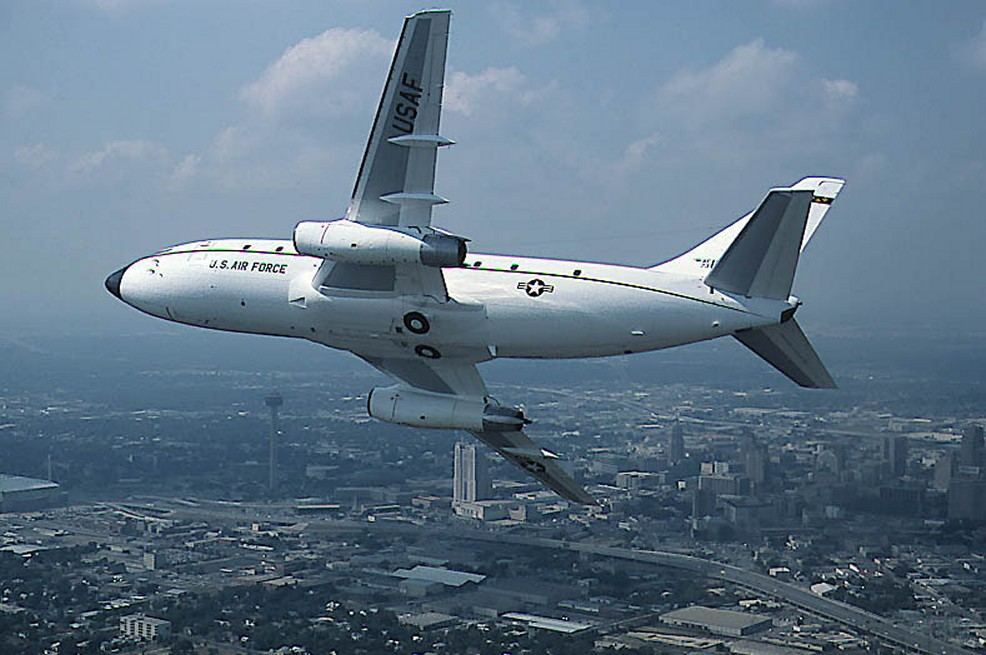
Un T-43 Bobcat USAF sui cieli di San Antonio

Nel 2009, con il passaggio di tutti i "navigator" USAF alla qualifica di Combat Systems Officer, la fusione di SUNT nello Undergraduate Combat Systems Officer Training' (UCSOT), e in osservanza di ulteriori direttive di razionalizzazione BRAC, il 12 FTW diede vita al 479th Flying Training Group (479 FTG) con due squadroni di addestramento al volo ed uno squadrone di supporto per le operazioni di volo come unità geograficamente separata (GSU) presso NAS Pensacola.
In ossequio alle nuove linee guida USAF, AETC e CNATRA cessarono anche l'addestramento congiunto nel Training Air Wing SIX, in parallelo alla nascita del 479 FTG. Benché NAS Pensacola rimanga la principale base per gli allievi Naval Flight Officer di U.S. Navy e  U.S. Marine Corps, il 479 FTG opera indipendentemente da questo programma con i propri aerei USAF T-1 Jayhawk e T-6 Texan II. Non appena costituito il 4679 FTG presso NAS Pensacola, gli squadroni "superstiti" per l'addestramento di navigatori che erano stati trasferiti dalla precedente Mather AFB a Randolph AFB nel 1992 furono disattivati e i rimanenti aerei T-43 Bobcat dismessi.
A partire dall'estate 2010, dopo aver completato l'Initial Flight Screening (IFS) presso Pueblo Memorial Airport (Colorado) con i loro colleghi allievi pilota USAF, tutti gli allievi CSO USAF affrontano lo Undergraduate Combat Systems Officer Training (UCSOT) presso il 479 FTG. Unificando i tre precedenti percorsi USAF Undergraduate Navigator Training (UNT) già noti come percorsi Navigator, Weapon Systems Officer (WSO) ed Electronic Warfare Officer (EWO in un ciclo coerente di addestramento, il primo corso UCSOT (11-01) sotto il vigore del nuovo regolamento cominciò l'addestramento il 5 maggio 2010 e licenziò i diplomati il 15 aprile 2011. Oggi i CSO dell'USAF continuano ad equipaggiare tutti gli aerei da combattimento multi-posto USAF già menzionati, con l'eccezione  del personale USAF ancora fornito agli squadroni congiunti USN-USAF (di futura cessazione) EA-6B.

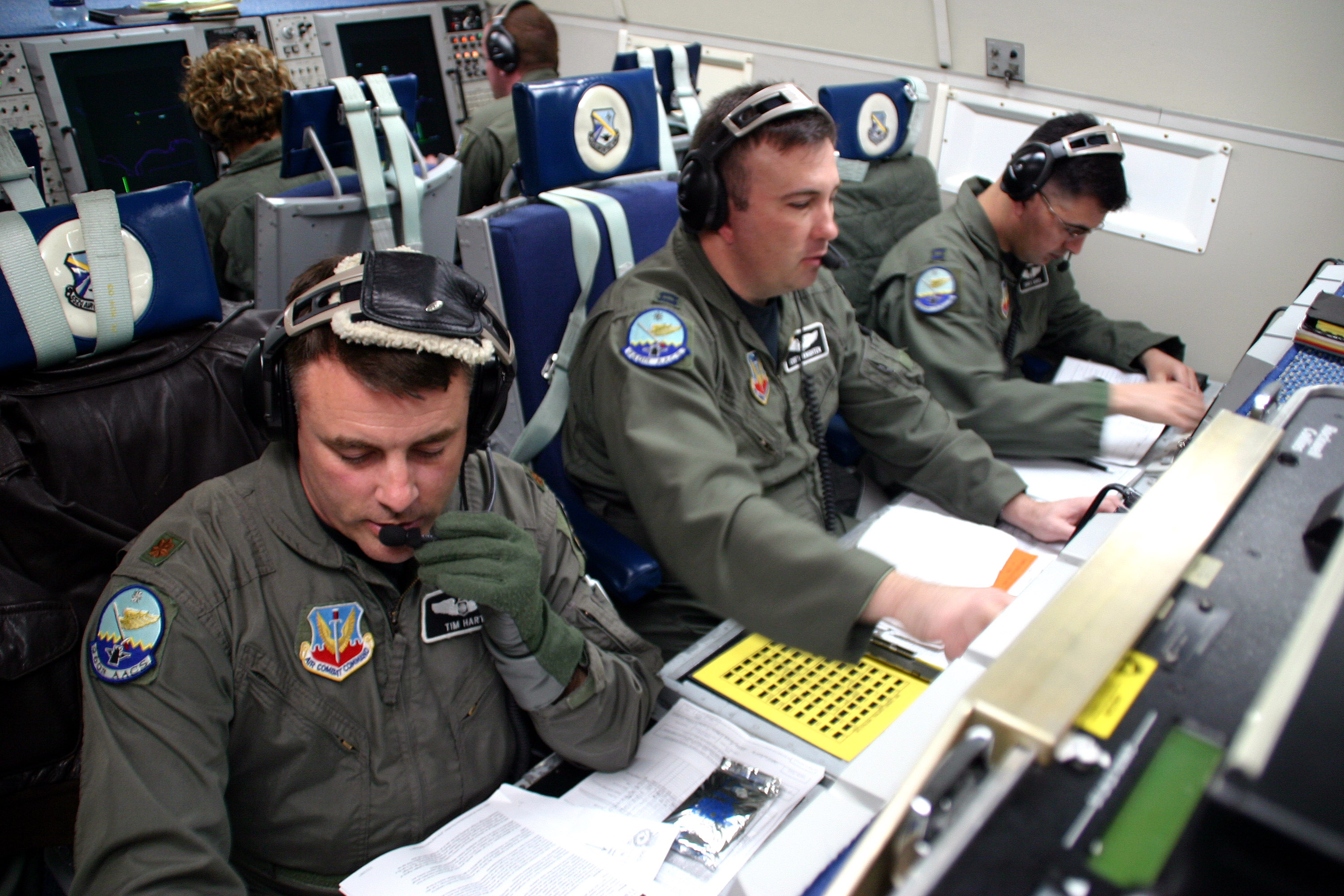
Air Battle Manager in azione a bordo di un E-3

### Addestramento per gestori di battaglia aerea(Air Battle Manager)

Distintivo da Air Battle Manager

Gli Air Battle Manager (ABM) sono ufficiali di bordo non-piloti e non-CSO (navigatori) che gestiscono i sistemi di missione su E-3 Sentry "AWACS" e  E-8 J-STARS. Dall'ottobre 1989 sono considerati "ufficiali aeronautici qualificati" al pari di piloti  e navigatori-brevettati-CSO dell'USAF. Gli ABM frequentano lo Undergraduate Air Battle Manager Training (UABMT), un programma puramente teorico e col solo uso di simulatore sotto supervisione AETC presso Tyndall AFB (Florida). Da maggio 2010 una nuova offerta formativa presso Tyndall AFB consente agli ABM di ricevere le "ali" (cioè il distintivo del loro status) a conclusione dell'UABMT, portando a conclusione il loro addestramento analogamente ai piloti ed ai CSO. Si svolge un ulteriore addestramento, sia con simulatore, sia sui veri aerei E-3 o E-8 sotto la supervisione dello Air Combat Command rispettivamente presso Tinker AFB (Oklahoma) e Robins AFB (Georgia).

### Addestramento per il personale di truppa
L'AETC garantisce anche l'addestramento del personale imbarcato di truppa in relazione ad una quantità di specializzazioni tra cui tecnici di volo, tecnici del rifornimento in volo, responsabili del carico, addetti alle armi di bordo e specialisti delle comunicazioni di bordo come segue:
- Tecnici di volo, responsabili del carico, altri membri di equipaggio (C-130, EC-130, LC-130, WC-130) - Little Rock AFB
- Tecnici di volo, responsabili del carico, altri membri di equipaggio (AC-130, MC-130, HC-130) - Little Rock AFB e Kirtland AFB
- Tecnici di volo, addetti alle armi di bordo, altri membri di equipaggio (CV-22, HH-60, UH-1) - Kirtland AFB
- Tecnici del rifornimento in volo (KC-135, KC-10) - Altus AFB
- Responsabili del carico (C-5) - Lackland AFB / Kelly Field Annex
- Responsabili del carico  (C-17) - Altus AFB
- Specialisti delle comunicazioni di bordo (vari aerei) - Keesler AFB

### Unità di addestramento formale
L'Air Education and Training Command fornisce pure addestramento applicativo nei rispettivi aerei di assegnazione per la maggior parte dei piloti di aviazione, navigatori e personale imbarcato di truppa, attraverso le unità di addestramento formale (Formal Training Unit, FTU in acronimo). I piloti e navigatori prescelti per l'assegnazione ai caccia completeranno il corso Introduction to Fighter Fundamentals (IFF), un programma gestito dall'AETC, presso Randolph AFB (Texas), Columbus AFB (Mississippi), o Sheppard AFB (Texas), poco dopo aver completato il corso di volo e prima di presentarsi alle rispettive FTU. Durante l'IFF, i piloti useranno l'AT-38B Talon.
- FTU dell'Air Education and Training Command:
  - F-15 Eagle - Kingsley Field Air National Guard Base (Oregon); condotta da uno stormo caccia già appartenuto all'Oregon Air National Guard, ora acquisito dall'AETC
    - L'addestramento presso Kingsley Field è condotto da uno stormo caccia che l'AETC ha acquisito dall'Air National Guard; questa unità addestra sia personale sin servizio attivo dell'Air Force sia personale dell'Air National Guard

  - F-16 Fighting Falcon - Luke AFB (Arizona) (di cui è previsto il trasferimento presso Holloman AFB (Nuovo Messico); Lackland AFB/Kelly Field Annex (Texas); e Tucson Air National Guard Base (Arizona)  
    - L'addestramento a Luke è condotto da uno stormo caccia AETC e da uno stormo caccia ex Air Force Reserve Command acquisito dall'AETC; l'addestramento a Lackland AFB/Kelly Field è condotto da uno stormo caccia ex Texas Air National Guard acquisito dall'AETC.  Entrambe le unità addestrano personale dell'Air Force, Air Force Reserve e Air National Guard.  L'addestramento Tucson ANGB è condotto da uno stormo caccia ex Arizona Air National Guard acquisito dall'AETC specializzato nell'addestramento di piloti internazionali (NATO/Alleati/Coalizione) a sostegno del programma F-16 Foreign Military Sales (FMS, "Vendita dell'F-16 a forze armate straniere")

  - F-35 Lightning II - Eglin AFB (Florida) (in programma un sito ulteriore a Luke AFB (Arizona) dopo il trasferimento dell'addestramento per l'F-16)
  - C-5 Galaxy - Lackland AFB/Kelly Field Annex (già Kelly AFB)
    - Addestramento condotto da uno stormo trasporto che l'AETC ha acquisito dall'Air Force Reserve Command; questa unità addestra personale Air Force e Air Force Reserve per l'impiego del C-5; in precedenza addestrava personale Air National Guard per l'uso del C-5, finché tale aeromobile non è stato dismesso dall'ANG

  - C-17 Globemaster III - Altus AFB (Oklahoma)
  - C-21 Learjet - Keesler AFB (Mississippi)
  - C-130 Hercules - Little Rock AFB (Arkansas)
  - KC-135 Stratotanker - Altus AFB (Oklahoma)
  - MC-130 Combat Shadow/Combat Talon II/Commando II e HC-130 Combat King/Combat King II - Kirtland AFB (Nuovo Messico)
  - UH-1N Twin Huey - Kirtland AFB (Nuovo Messico)
  - HH-60G Pave Hawk - Kirtland AFB (Nuovo Messico)
  - CV-22 Osprey - Kirtland AFB (Nupvo Messico)
  - T-6 Texan II, T-38 Talon e  T-1 Jayhawk, addestramento per istruttore pilota (Pilot Instructor Training (PIT)) - Randolph AFB (Texas)

FTU che non dipendono dall'AETC:
- Air Combat Command

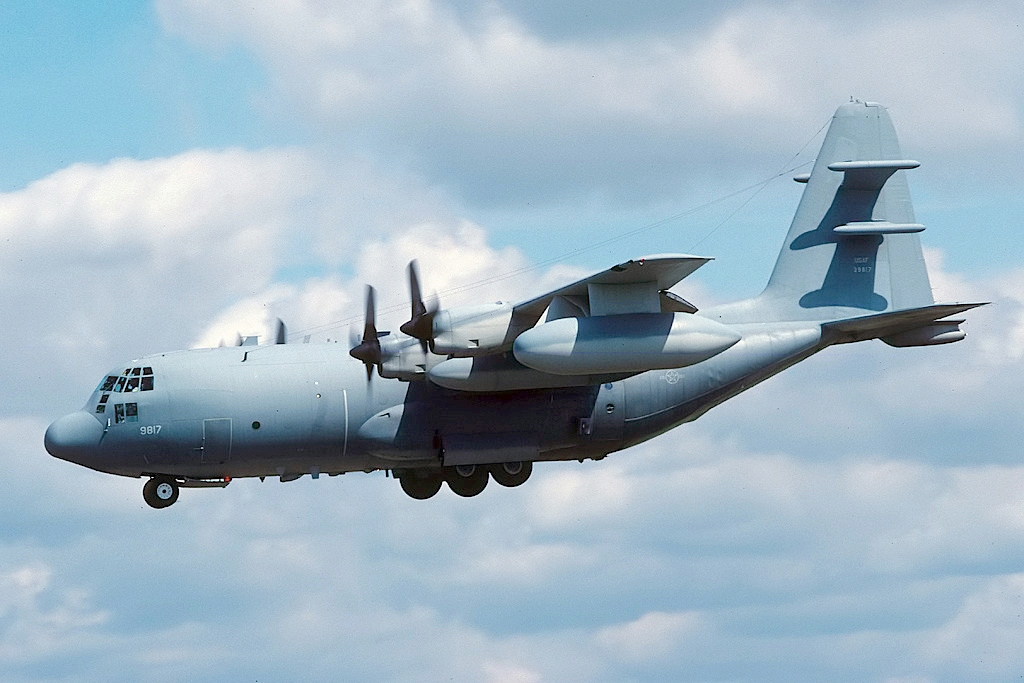
Un EC-130 della Pennsylvania ANG. Si noti la caratteristica grossa antenna in coda.

  - A-10 Thunderbolt II, 357th Fighter Squadron, 355th Fighter Wing, Davis-Monthan Air Force Base, Arizona
  - E-3 Sentry, 966th Airborne Air Control Squadron, 552nd Air Control Wing, Tinker Air Force Base, Oklahoma
  - E-8 J-STARS
  - EC-130 Hercules
  - F-15E Strike Eagle, 334th Fighter Squadron, 4th Fighter Wing, Seymour Johnson Air Force Base, Carolina del Nord
  - F-22 Raptor, 43rd Fighter Squadron, 325th Fighter Wing, Tyndall Air Force Base, Florida
  - OC-135 Open Skies
  - RC-135 Rivet Joint
  - U-2 Dragon Lady
  - MQ-1 Predator
  - MQ-9 Reaper
  - RQ-170 Sentinel
- Air Force Global Strike Command
  - B-1 Lancer, 28th Bomber Squadron, 7th Bomb Wing, Dyess Air Force Base, Texas
  - B-2 Spirit, 13rd Bomb Squadron, 509th Bomb Wing, Whiteman Air Force Base, Missouri
  - B-52 Stratofortress, 11th Bomb Squadron, 2nd Bomb Wing, Barksdale Air Force Base, Louisiana
- Air Force Special Operations Command
  - AC-130 Spectre, Spooky e Stinger
  - U-28
- Air Mobility Command
  - KC-10 Extender

## Air University
La Air University (AU), con sede principale presso Maxwell AFB (Alabama), svolge educazione militare professionale (PME), educazione universitaria ed educazione professionale permanente per ufficiali, personale di truppa e dipendenti civili lungo tutte le rispettive carriere. La Air University ha anche la competenza sull'ammissione e l'addestramento di tutti gli ufficiali dell'Air Force (salvo che accedano mediante la United States Air Force Academy) attraverso la sua succursale Jeanne M. Holm Center for Officer Accessions and Citizen Development (Holm Center), in precedenza Air Force Officer Accession and Training Schools (AFOATS). In quanto attività della AU, l'Holm Center coordina lo Air Force Reserve Officer Training Corps (AFROTC), che si articola in numerose scuole superiori e università di tutti gli Stati Uniti, e la  Air Force Officer Training School (OTS), che ha pure sede presso Maxwell AFB.
Le scuole di educazione professionale militare della Air University preparano allievi provenienti dall'Air Force, dalle sue consorelle nazionali e da paesi NATO o alleati USA, accompagnandone i progressi nelle rispettive carriere. Gli aspetti che vengono maggiormente valorizzati sono la leadership, la dottrina militare e il potere aerospaziale.
Le tre principali scuole PME sono:
- Squadron Officer School (SOS), un programma di sviluppo della leadership di circa due mesi principalmente per gli ufficiali USAF con grado da comandante di compagnia (First Lieutenant (O-2) e Captain (O-3)); la frequenza è consentita anche a pubblici dipendenti civili (soprattutto Department of the Air Force Civilians) nei gradi GS-11 e GS-12
- Air Command and Staff College (ACSC), un programma congiunto "intermedio" della durata di circa un anno per ufficiali di tutte le forze armate con il grado (o in promozione a) Major (O-4), Lieutenant Commander (O-4) nella marina e United States Coast Guard, equivalenti di altre forze armate alleate, o dipendenti civili americani GS-13
- Air War College (AWC), un programma congiunto "senior" della durata di circa un anno per ufficiali con il grado (o in promozione a) Lieutenant Colonel (O-5), Commander (O-5) nella marina e guardia costiera, equivalenti di altre forze armate alleate, o dipendenti civili americani GS-14. Gli ufficiali di grado Colonel (O-6), Captain (O-6) nella marina e guardia costiera, e i dipendenti civili americani GS-15 possono anche svolgere l'AWC da casa, anche se ciò normalmente è collegato ad un precedente compimento dell'AWC per corrispondenza o seminario, anzianità di carriera, o promozione anticipata.

La Air University coordina altresì i due programmi aperti alla partecipazione dei civili, Civil Air Patrol e Air Force Junior ROTC, che comprendono anche programmi di cittadinanza al livello di cadetto:

- La Civil Air Patrol (CAP) è un'organizzazione civile privata senza fine di lucro, organizzata come un'impresa, con sede principale a Maxwell AFB ed allo stesso tempo indicata come U.S. Air Force Auxiliary (USAF Aux).  La CAP è formata militarmente ed è sponsorizzata dall'Air Force, ma è un'entità rigorosamente civile e non una Air Reserve Component (ARC) operativa come la Air Force Reserve Command o la Air National Guard.
  - In virtù delle missioni che le vengono affidate dal Congresso, la CAP fornisce una flotta di aerei dell'aviazione generale, veicoli multiruolo, unità terrestri di supporto, unità di comunicazioni di supporto e membri adulti addestrati in uniforme con una struttura gerarchica simile all'USAF disponibile per coadiuvare le azioni di ricerca e soccorso, emergency management, altri servizi di emergenza, e attività di difesa/sicurezza interna. I membri indossano uniformi simili (ma non identiche) a quelle dei membri USAF. La CAP alimenta anche un programma di educazione aerospaziale per i giovani ed il grande pubblico, e uno "da cadetti" per studenti medi/superiori/universitari sotto i 21 anni.
- Il programma Air Force Junior ROTC è un programma da cadetti per studenti di scuola superiore esistente in più di 870 istituti negli USA e nelle sedi delle Department of Defense Dependent Schools (DoDDS) all'estero.[13] Gli istruttori AFJROTC sono ufficiali USAF in congedo con grado da maggiore a tenente colonnello, assistiti da sottufficiali USAF in congedo con grado tra Technical Sergeant e Chief Master Sergeant.  
  - A differenza dei programmi equivalenti per scuola superiore/università, il programma AFJROTC non è un programma militare propedeutico alla carriera per potenziali ufficiali USAF, ma piuttosto un programma di cittadinanza per i giovani simile al Civil Air Patrol Cadet Program ma con un orientamento complessivamente ridotto quanto a fascia di età.

Tanto CAP quanto AFJROTC sono sottoposti al Jeanne M. Holm Center for Officer Accessions and Citizen Development (Holm Center).
Tra gli altri servizi di supporto accademico presso la Air University compaiono la Academic Instructor School, lo Air Force Public Affairs Center of Excellence, il Muir S. Fairchild Research Information Center (già noto come Air University Library) e la International Officer School.

## Servizi medici
Le due più grandi strutture sanitarie dell'aviazione fanno parte dell'AETC: il Wilford Hall Medical Center presso Lackland AFB (Texas) ed il Keesler Medical Center presso Keesler AFB (Mississippi).

## Storia
Per la storia precedente al 1993, vedi Air Training Command
Il 1 gennaio 1993 lo Air Training Command assorbì la Air University e cambiò la denominazione del comando in Air Education and Training Command (AETC). L'AETC si fece carico di entrambi gli aspetti dello sviluppo di carriera: addestramento ed educazione. Furono trasferite al nuovo comando missioni come l'addestramento degli equipaggi da combattimento, l'aviosoccorso, l'addestramento al comando e controllo, e (più tardi) l'addestramento spaziale, di conseguenza gli avieri si sarebbero presentati alle rispettive unità operative già pronti all'impiego.
Tra i vari problemi con cui si deve misurare lo staff dirigente, la ristrutturazione del comando si affermò come prioritaria. L'introduzione di tre nuovi aerei da addestramento, Raytheon T-1 Jayhawk, Slingsby T-3 Firefly, e Beech T-6 Texan II (JPATS); l'inserimento di un addestramento congiunto; e le chiusure legate alla ristrutturazione BRAC di: Chanute AFB (Illinois) (un importante centro di addestramento tecnico); Mather AFB (California) (la sola base USAF per addestramento preliminare di navigatori) e Williams AFB (Arizona) (una base per l'addestramento di piloti preparatorio al conseguimento del brevetto) furono serie sfide che l'AETC ebbe ad affrontare nel corso della sua esistenza.
Nel 1994 l'AETC adottò la dottrina Objective Wing Concept e organizzò parecchi stormi incaricati di addestrare equipaggi per le attività di F-16, aerei per operazioni speciali, aerei da trasporto, rifornitore in volo KC-135 ed operazioni spaziali/missilistiche. La AETC inaugurò anche i primi corsi Specialized Undergraduate Pilot Training (SUPT) e Joint-SUPT. La Lowry Air Force Base (Colorado), un centro di addestramento tecnico con piste chiuse che non svolgeva più attività di volo, fu aggiunta alla lista delle basi AETC soppresse dalla Base Realignment and Closure Commission (BRAC). In seguito la BRAC dispose la chiusura della Reese Air Force Base (Texas), una base per l'addestramento dei piloti preliminare al conseguimento del brevetto, nel 1995. La transizione al SUPT fu completata nel 1996, la consegna dei primi aerei JPATS nel 1999, e nel 2000 il discusso T-3 quale velivolo per l'addestramento iniziale venne scartato poiché presentava una frequenza di malfunzionamenti superiore alla media.
In reazione agli attacchi dell'11 settembre l'AETC scese sul piede di guerra, attivando un Crisis Action Team ("Squadra di azione di crisi") e mettendo a disposizione caccia e rifornitori dei suoi stormi per pattuglie di combattimento nello spazio aereo americano nel quadro dell'Operazione Noble Eagle. Nel 2002 iniziò una fase di test e valutazione del JPATS presso Moody Air Force Base e l'anno successivo furono apportati aggiornamenti al relativo Training Integration Management System (TIMS), determinando l'abbandono del T-37 Tweet e la parallela integrazione nel JPATS del T-6 Texan II nel 2007.

## Organizzazione
Attualmente, al settembre 2023, il comando controlla:

### Second Air Force, Keesler Air Force Base, Mississippi
- 17th Training Wing, Goodfellow AFB, Texas - Addestramento Intelligence
- 37th Training Wing, JBSA-Lackland, Texas - Addestramento basico militare e tecnico
- 81st Training Wing, Keesler AFB, Miss. - Addestramento elettronico
- 82nd Training Wing, Sheppard AFB, Texas - Addestramento manutenzione

### Nineteenth Air Force, Joint Base San Antonio-Randolph, Texas
- 12th Flying Training Wing, JBSA-Randolph, Texas - T-1A, T-6A e T-38C
- 14th Flying Training Wing, Columbus AFB, Miss. - T-1A, T-6A, T-38C e A-29
- 33rd Fighter Wing, Eglin AFB, Florida - F-35
- 47th Flying Training Wing. Laughlin AFB, Texas - T-1A, T-6A e T-38C
- 49th Wing, Holloman AFB, New Mexico - MQ-1, MQ-9 e QF-1
- 56th Fighter Wing, Luke AFB, Arizona - F-16 e F-35
- 58th Special Operations Wing, Kirtland AFB, New Mexico - CV-22, HC-130J/P/N, HH-60G, HH-60W, MC-130H/J/P, UH-1N e TH-1H
- 71st Flying Training Wing, Vance AFB, Oklahoma - T-1A, T-6A e T-38C
- 80th Flying Training Wing, Sheppard AFB, Texas - T-6A e T-38C
- 97th Air Mobility Wing, Altus AFB, Oklahoma - C-17, KC-135R e KC-46
- 314th Airlift Wing, Little Rock AFB, Arkansas - C-130J

### Air University, Maxwell AFB, Alabama
- 42nd Air Base Wing, Maxwell Air Force Base, Alabama
- Air Force Institute of Technology, Wright-Patterson AFB, Ohio
- Carl A. Spaatz Center for Officer Education, Maxwell AFB, Alabama
- Air Force Center for Arms Profession of Exellence, JBSA-Randolph, Texas
- Ira C. Eaker Center for Professional Development, Maxwell AFB, Alabama
- Jeanne M. Holm Center for Officer Accession and Citizen Development, Maxwell AFB, Alabama
- Curtis E. LeMay Center for Doctrine Development and Education, Maxwell AFB, Alabama
- Thomas N. Barnes Center for Enlisted Education, Maxwell AFB, Alabama
- Muir S. Fairchild Research Information Center, Maxwell AFB, Alabama

### Direct Reporting Units
- Air Force Recruiting Service, JBSA-Randolph, Texas
- 59th Medical Wing, JBSA-Lackland, Texas
- 502nd Air Base Wing, JBSA-Fort Sam Houston, Texas

## Basi
Il comando ha giurisdizione sulle seguenti basi militari:
- Altus Air Force Base, Oklahoma
- Columbus Air Force Base, Mississippi
- Goodfellow Air Force Base, Texas
- Joint Base San Antonio, Texas
- Joint Base San Antonio-Lackland, Texas
- Joint Base San Antonio-Randolph, Texas
- Keesler Air Force Base, Mississippi
- Laughlin Air Force Base, Texas
- Luke Air Force Base, Arizona
- Maxwell Air Force Base, Alabama
- Sheppard Air Force Base, Texas
- Vance Air Force Base, Oklahoma

## Allineamento
- Istituito come Air Corps Flying Training Command il 23 gennaio 1942
- Rinominato Army Air Forces Flying Training Command il 15 marzo 1942 (o intorno a tale data)
- Rinominato Army Air Forces Training Command il 31 luglio 1943
- Rinominato Air Training Command (ATC) il 1 luglio 1946
- Rinominato Air Education and Training Command (AETC) il 1 luglio 1993